# Old Exe Bridge
Pour les articles homonymes, voir Exe.
 (janvier 2022).
Le Old Exe Bridge est un pont médiéval en ruines à Exeter dans le sud-ouest de l'Angleterre. Construit à partir de 1190 et achevé en 1214, c'est le plus ancien pont de sa taille en Angleterre et le plus ancien pont de Grande-Bretagne ayant encore une chapelle. Il a remplacé plusieurs passages rudimentaires qui étaient utilisés sporadiquement depuis l'époque romaine. Le projet a été l'idée de Nicholas et Walter Gervase, père et fils et marchands locaux influents, qui ont parcouru le pays pour collecter des fonds. Aucune trace des constructeurs du pont ne subsiste. Le résultat fut un pont d'une longueur d'au moins 590 pieds (180 mètres) et qui avait probablement 17 ou 18 arches, portant la route en diagonale de la porte ouest du mur de la ville à travers la rivière Exe et sa large plaine inondable marécageuse.
L'église St Edmund, la chapelle du pont, a été construite dans le pont au moment de sa construction, et l'église St Thomas a été construite sur la rive du fleuve à peu près à la même époque. Le pont Exe est inhabituel parmi les ponts médiévaux britanniques pour avoir eu des bâtiments laïques dessus ainsi que la chapelle. Des magasins à pans de bois, avec des maisons au-dessus, étaient en place depuis au moins le début du XIVe siècle, et plus tard dans la vie du pont, tous les bâtiments, sauf la section la plus centrale, portaient des bâtiments. Alors que la rivière s'envasait, des terres ont été récupérées, permettant la construction du côté de l'église St Edmund d'un mur  qui protégeait une rangée de maisons et de magasins qui est devenue connue sous le nom de Frog Street. Walter Gervase a également commandé une chapelle de chantry, construite en face de l'église, qui est entrée en service après 1257 et a continué jusqu'à la  Réforme au milieu du XVIe siècle.

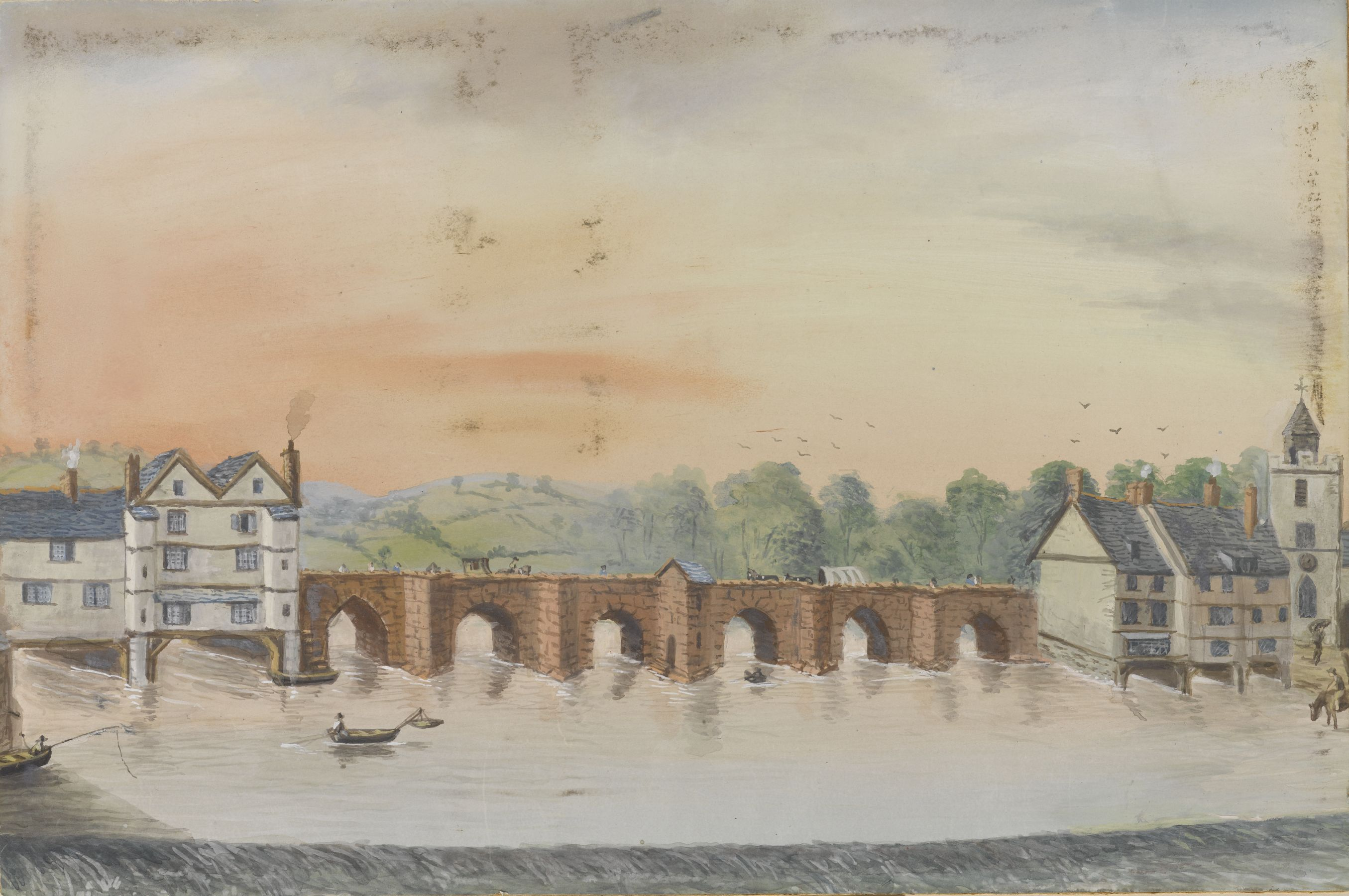
Le pont (XIXe siècle)

Le pont médiéval s'est effondré et a dû être partiellement reconstruit plusieurs fois tout au long de sa vie, dont la première a été enregistrée en 1286. En 1447, le pont était gravement délabré et le maire d'Exeter fit appel à des fonds pour le réparer. Au XVIe siècle, il avait à nouveau besoin de réparations. Néanmoins, le pont a été utilisé pendant près de 600 ans, jusqu'à ce qu'un remplacement soit construit en 1778 et que les arches de l'autre côté de la rivière soient démolies. Ce pont a lui-même été remplacé en 1905, puis en 1969 par une paire de ponts. Lors de la construction des ponts jumeaux, huit arches et demie du pont médiéval ont été découvertes et restaurées, dont certaines avaient été enterrées pendant près de 200 ans, et les environs ont été aménagés en parc public. Plusieurs autres arches sont enterrées sous des bâtiments modernes. Les vestiges du pont sont un monument classé et un bâtiment classé de grade II.

## Autres lectures
- Stewart Brown, The Medieval Exe Bridge, St Edmund's Church, and Excavation of Waterfront Houses, Exeter, Exeter, Devon Archaeological Society, 2019 (ISBN 978-0-9527899-2-5)